# Список экорегионов Эритреи
Ниже приведен список экорегионов в Эритрее, о чем свидетельствует Всемирный Фонд дикой природы (ВФП).

## Наземные экорегионы
по основным типам местообитаний

### Тропические и субтропические влажные широколистные леса
- Эфиопские горные леса

### Тропические и субтропические луга, саванны и кустарники
- Восточные Суданские саванны
- Сахельская акациевая саванна
- Сомалийские чащи и кустарниковые заросли акации и коммифоры

### Альпийские луга
- Эфиопские горные луга и редколесья

### Пустыни и засухоустойчивые кустарники
- Эритрейская прибрежная пустыня
- Эфиопские ксерические луга и кустарниковые степи